# Planá (okres České Budějovice)
Obec Planá se nachází v okrese České Budějovice, kraj Jihočeský, na levém břehu řeky Vltavy zhruba 4 km jihozápadně od centra Českých Budějovic. Žije zde 263 obyvatel. V severozápadním sousedství Plané se (zčásti též na katastru sousední obce Homole) rozkládá letiště České Budějovice.

## Historie

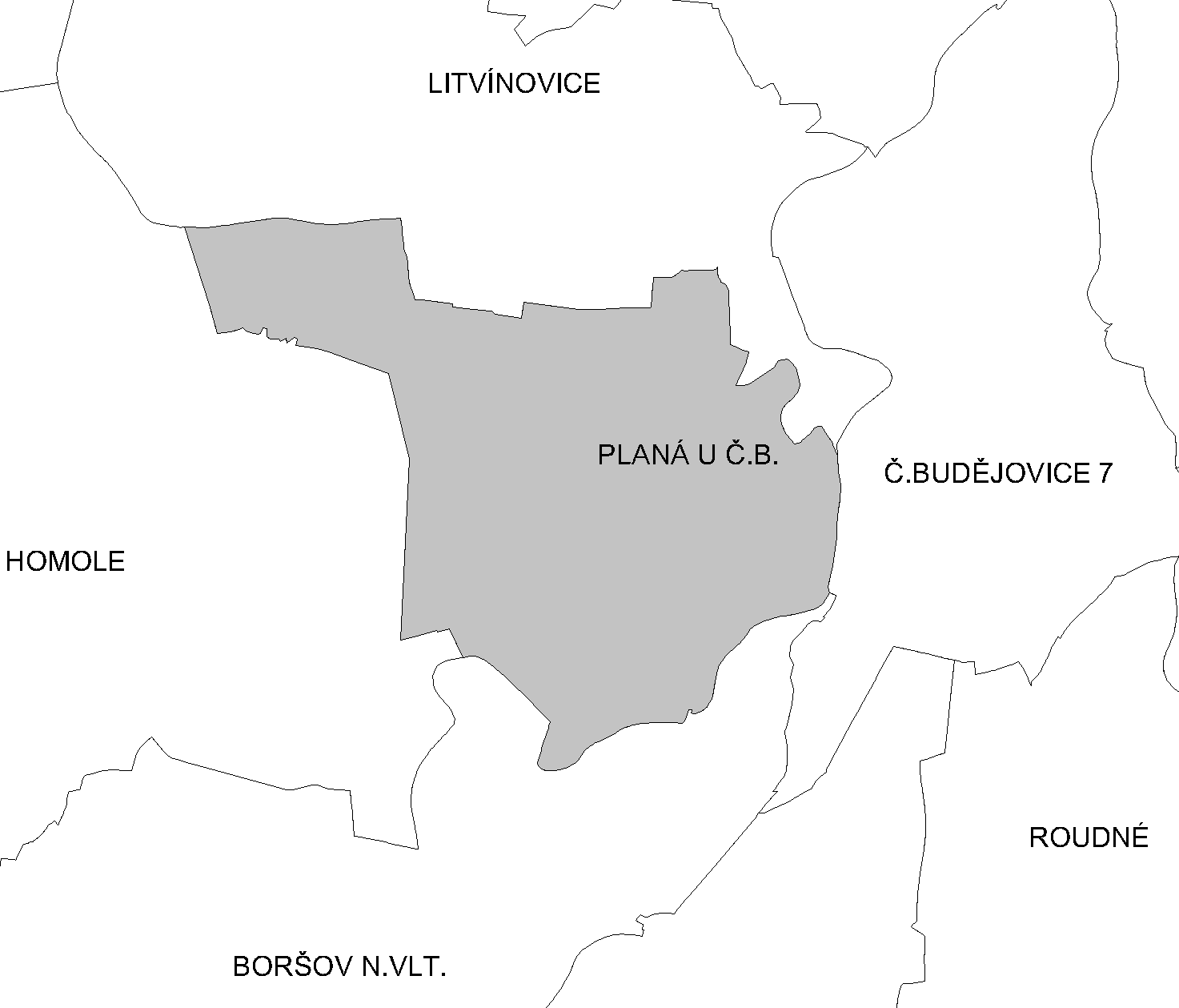
Katastrální území Plané

První písemná zmínka o vsi (Plan) pochází z roku 1259, kdy Vok z Rožmberka věnoval třetinu desátků z Plané vyšebrodskému klášteru. V rožmberském majetku Planá setrvala až do roku 1611, kdy ji poslední příslušník rodu Petr Vok odkázal svému komorníkovi Janu Hogenovi ze Švarcpachu, který získal i sousední ves Černý Dub. Dědictvím po Hogenech dostalo se černodubské panství spolu s Planou v roce 1679 do rukou Václavu Františku Kořenskému z Terešova, jehož syn Jan Lukáš Kořenský prodal panství městu České Budějovice za 40 400 zlatých.
V držení města pak ves zůstala až do zrušení poddanství v polovině 19. století. Poté byla Planá na necelá dvě desetiletí samostatnou obcí[zdroj⁠?!], než se nadlouho (od roku 1869 až do roku 1990) stala součástí obce Homole. Až do 20. století bylo obyvatelstvo Plané převážně německé, kupříkladu před první světovou válkou bylo z 225 obyvatel 172 německé a 53 české národnosti. Status obce Planá získala k 24. listopadu 1990.

## Průmysl
Na území obce se napojuje silnice II/143, spojující České Budějovice a Prachatice, na evropskou silnici E55. To spolu s letištěm vytvořilo neobvykle příhodné dopravní podmínky pro vznik řady průmyslových areálů. Své sídlo zde má např. technologický holding BUDEX, stavební firmy ProTeren a Jihočeská obalovna, výrobce barev Viton, chemicko-technologická firma EWAC, JH Autodíly, výrobce obalů Achilles CZ nebo firma TechniCoat aplikující technické povlaky.

## Letiště
Roku 1932 byla v prostoru Plané zahájena výstavba letiště pro potřeby Aeroklubu České Budějovice a československého vojenského letectva; slavnostní uvedení do provozu se uskutečnilo 27. června 1937. Za nacistické okupace letiště sloužilo jako záložní a výcviková základna německé Luftwaffe. Po osvobození se letiště opět ujala československá armáda, mimo jiné zde v roce 1948 probíhalo školení vojenských pilotů pro nově vzniklý Stát Izrael. V letech 1950 až 1952 bylo letiště celkově modernizováno. Od poloviny 90. let 20. století začala být přítomnost vojenského letectva utlumována, ukončena byla na sklonku roku 2005. V roce 2007 letiště převzal Jihočeský kraj. Dnes civilní zařízení coby veřejné vnitrostátní a neveřejné mezinárodní letiště provozuje společnost Jihočeské letiště České Budějovice, vlastněná Jihočeským krajem.

## Pamětihodnosti

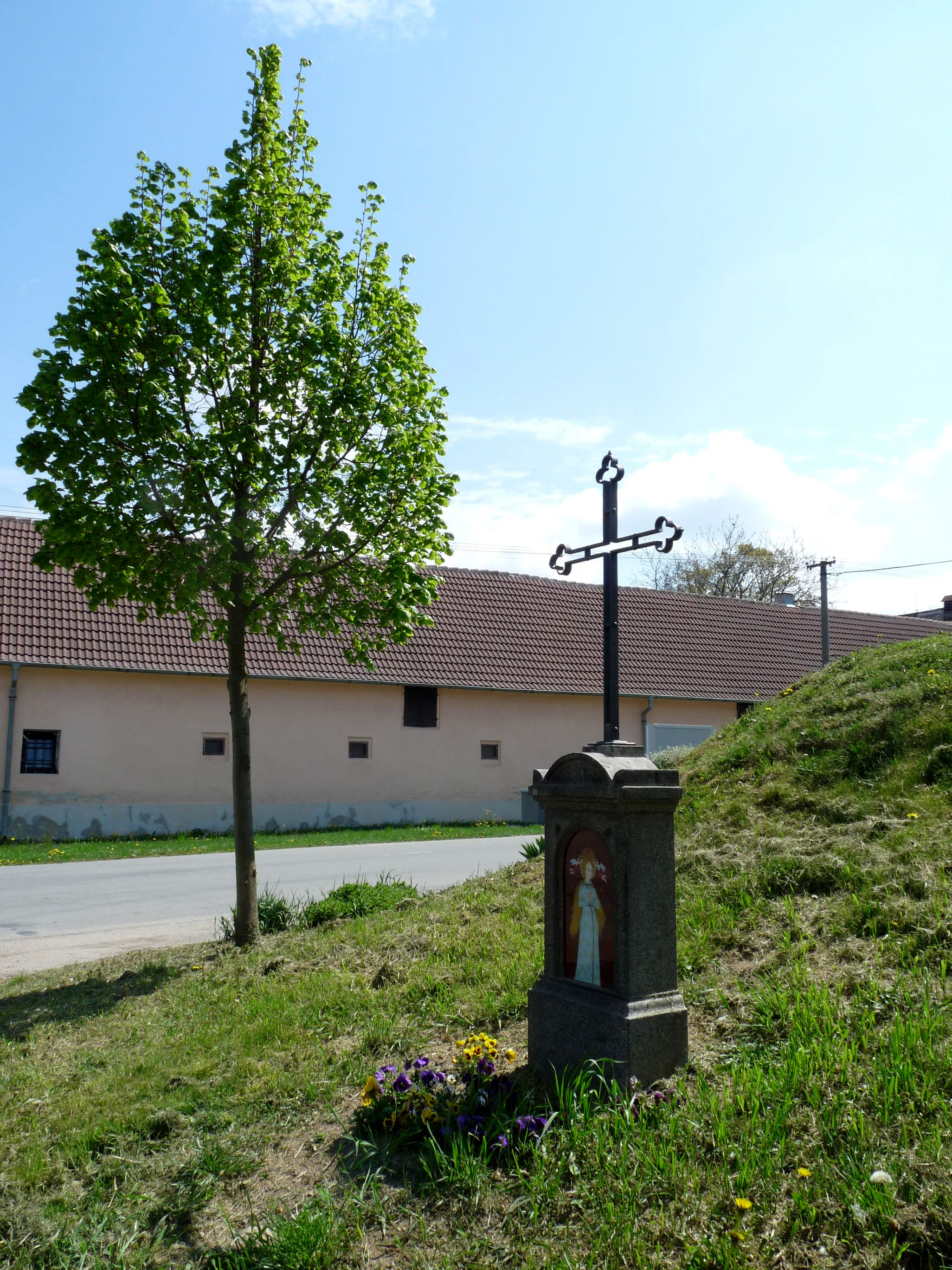
Kulturní památka ČR - kříž

- Kříž ze druhé poloviny 18. století, kovaný na kamenném podstavci (na křižovatce proti domu čp. 35) - kulturní památka ČR
- Kaple Nejsvětější Trojice, pseudogotická z roku 1908
- Stavení čp. 7 - kulturní památka ČR
- Bývalý mlýn
- Křížek u hlavní silnice na České Budějovice
- Pomník Rudé armádě osvoboditelce - dar od KSČ k IX. sjezdu KSČ

### Pamětihodnosti na letišti
- Pomník padlým letcům[5]
- Pamětní deska 312. čs. stíhací perutě RAF[6][7]
- Pamětní deska připomínající výcvik izraelských pilotů[8][7]
- Pamětní deska připomínající působení 1. stíhacího leteckého pluku „Zvolenského“ na zdejším letišti (v letech 1952-1994)[7]

## Osobnosti
- Ferdinand Kowarz (1838–1914), česko-rakouský entomolog